# Ningyuansaurus wangi
Ningyuansaurus wangi — вид дрібних, ймовірно, рослиноїдних тероподних динозаврів. Вид є базальною формою у межах групи Oviraptorosauria. Скам'янілі рештки динозавра знайдено в озерних відкладеннях формування Ісянь у Китаї. Датуються ранньою крейдою (124,5 млн років тому).

## Назва
Родова назва Ningyuansaurus походить від назви Ніньюан, давньої назви міста Сінчен, поблизу якого знайдено рештки динозавра. Видова назва вшановує Вана Кюву, приватного власника зразка і який пожертвував його для наукового дослідження. Зразок наразі розміщений в музей Конфуціусорніса в місті Сінчен.

## Опис
Вид є одним з найдавніших і примітивніших представників групи Oviraptorosauria. У порівнянні з іншими представниками Oviraptorosauria у нього була більша голова відносно тіла та у роті були зуби: на верхній щелепі було десять зубів, на нижній — чотирнадцять. По будові зубів дослідники не можуть з'ясувати які дієті динозавр надавав перевагу — м'ясоїдній чи рослиноїдній. Припускають, що він міг живитись насінням хвойних дерев.
Руки були короткими, плечова кістка була довшою, ліктьова. Ноги були довгими, і верхня частини ноги (стегно) була довшою за кістки таза. Хвіст був відносно довгий і на його кінці був знайдений відбиток пучка пір'я. Додаткові відбитки пір'їн залишились уздовж шиї.